# Ахоа
Ахоа (уолл. Ahoa) — деревня на Уоллис и Футуна. Она расположена в районе Хахаке на юге острова Увеа. К юго-востоку от Ахоа находится крупнейшее на острове кратерное озеро Лалолало.

## Демография
Согласно переписи населения 2018 года, население деревни составляло 436 человека. 